# Grasmere (Cumbria)
Grasmere is een dorp in het graafschap Cumbria in het noordwesten van Engeland. Het is ook de naam van het aangrenzende meer. Grasmere ligt in het hart van het Lake District, het Engelse merengebied. Sinds 1934 valt het dorp in bestuurlijke zin onder de gemeente Lakes.
Het dorp is een populaire toeristische attractie, niet alleen vanwege het omringende natuurschoon, maar ook omdat het de voormalige woonplaats is van de dichter William Wordsworth, die daar 'Dove Cottage' bewoonde met zijn vrouw Mary en haar familie, en zijn zuster Dorothy Wordsworth. Zij liggen allen begraven op het plaatselijke kerkhof bij St. Oswald's Church.

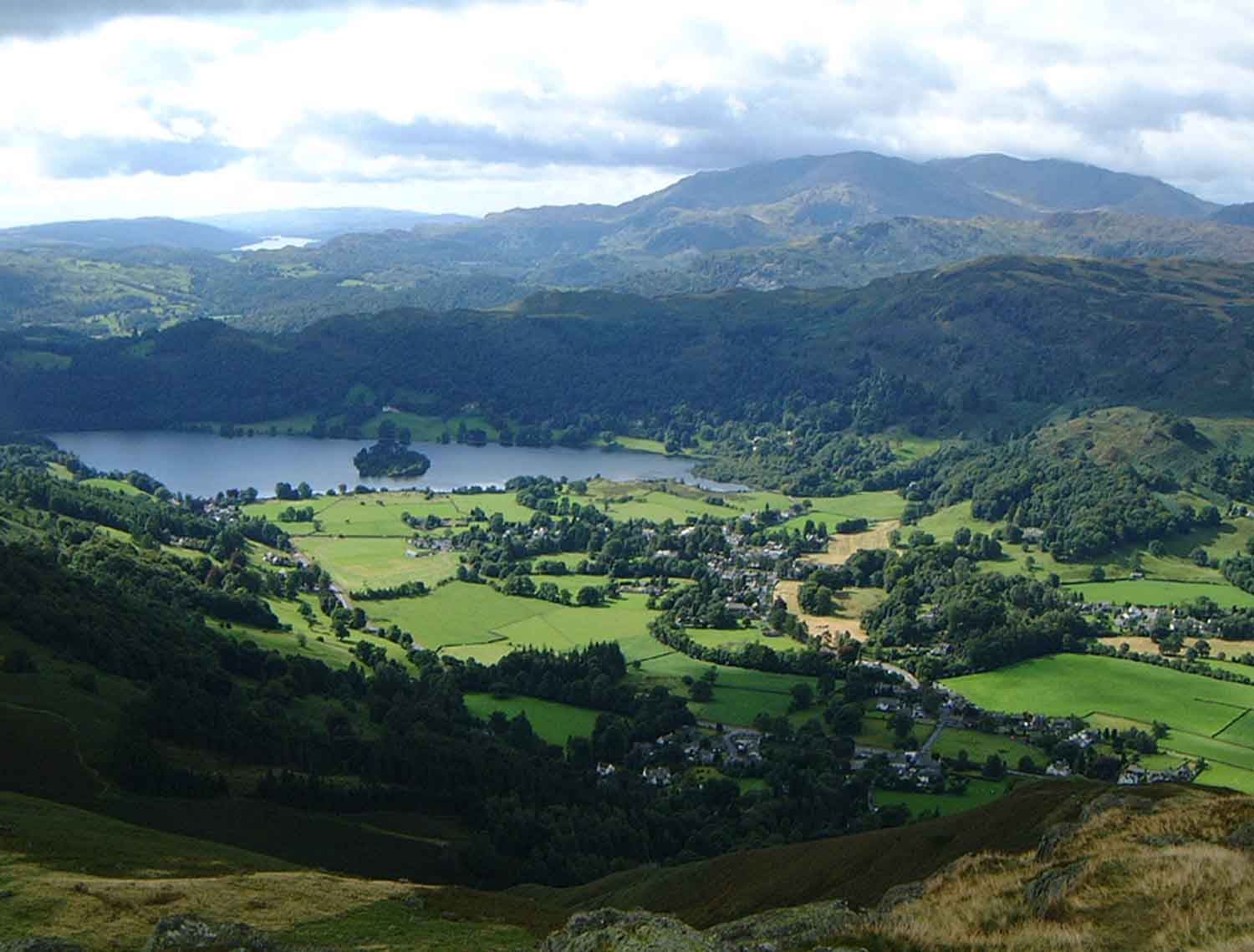
Gezicht op Grasmere